# Álí Qápú
Álí Qápú (persky عالی‌ قاپو‎) je císařský palác v íránském Isfahánu. Nachází se na západní straně náměstí Naqš-e džahán, naproti mešitě šejcha Lotfolláha, a původně byl navržen jako rozsáhlý vstupní portál do velkého paláce, který se táhl od náměstí Naqš-e džahán až k ulici Čahárbágh. Palác sloužil jako oficiální sídlo perských císařů z dynastie Safíovců. UNESCO zapsalo palác a náměstí na seznam světového dědictví kvůli jeho kulturnímu a historickému významu. Palác je vysoký osmačtyřicet metrů a má šest pater, z nichž každé je přístupné po točitém schodišti. V šestém patře se ve stěnách nacházejí hluboké kruhové výklenky, které mají nejen estetickou, ale i akustickou hodnotu. Palác je považován za nejlepší příklad safíovské architektury.
Název Álí Qápú dostalo toto místo proto, že se nacházelo přímo u vchodu do safíovských paláců, které se táhly od náměstí Naqš-e džahán až k ulici Čahárbágh. Budova byla postavena na základě dekretu Abbáse I. Velikého na počátku 17. století. Právě zde Abbás I. Veliký přijímal vznešené návštěvy a zahraniční velvyslance. Abbás I. Veliký zde poprvé oslavil Nourúz (íránský nový rok) v roce 1597 n. l.
Palác je bohatý na naturalistické nástěnné malby od Rezy Abbásího, dvorního malíře Abbáse I. Velikého, a jeho žáků. Na jeho dílech se objevují rostlinné, zvířecí a ptačí motivy. Vysoce zdobené dveře a okna paláce byly téměř všechny vykradeny. Za vlády posledního safíovského vládce Husajna Šáha byl palác opraven a podstatně restaurován, ale během krátké vlády afghánských invazistů začal chátrat. Za vlády Násira ad-Dín Šáha byly safíovské římsy a květinové dlaždice nad portálem nahrazeny dlaždicemi s nápisy.
Abbás II. se nadšeně věnoval zkrášlování a zdokonalování paláce.
Kancelář byla umístěna v prvním patře. V šestém se konaly královské recepce a hostiny. V tomto patře se nacházejí největší místnosti. Štuková výzdoba hodovní síně oplývá motivy různých nádob a pohárů. Vystupovaly zde různé hudební soubory.
Z horních ochozů sledoval safíovský panovník čovgán (pólo), vojenské manévry a dostihy na náměstí Naqš-e džahán.
Palác je vyobrazen na rubu íránské bankovky v hodnotě 20 000 rijálů.

## Galerie

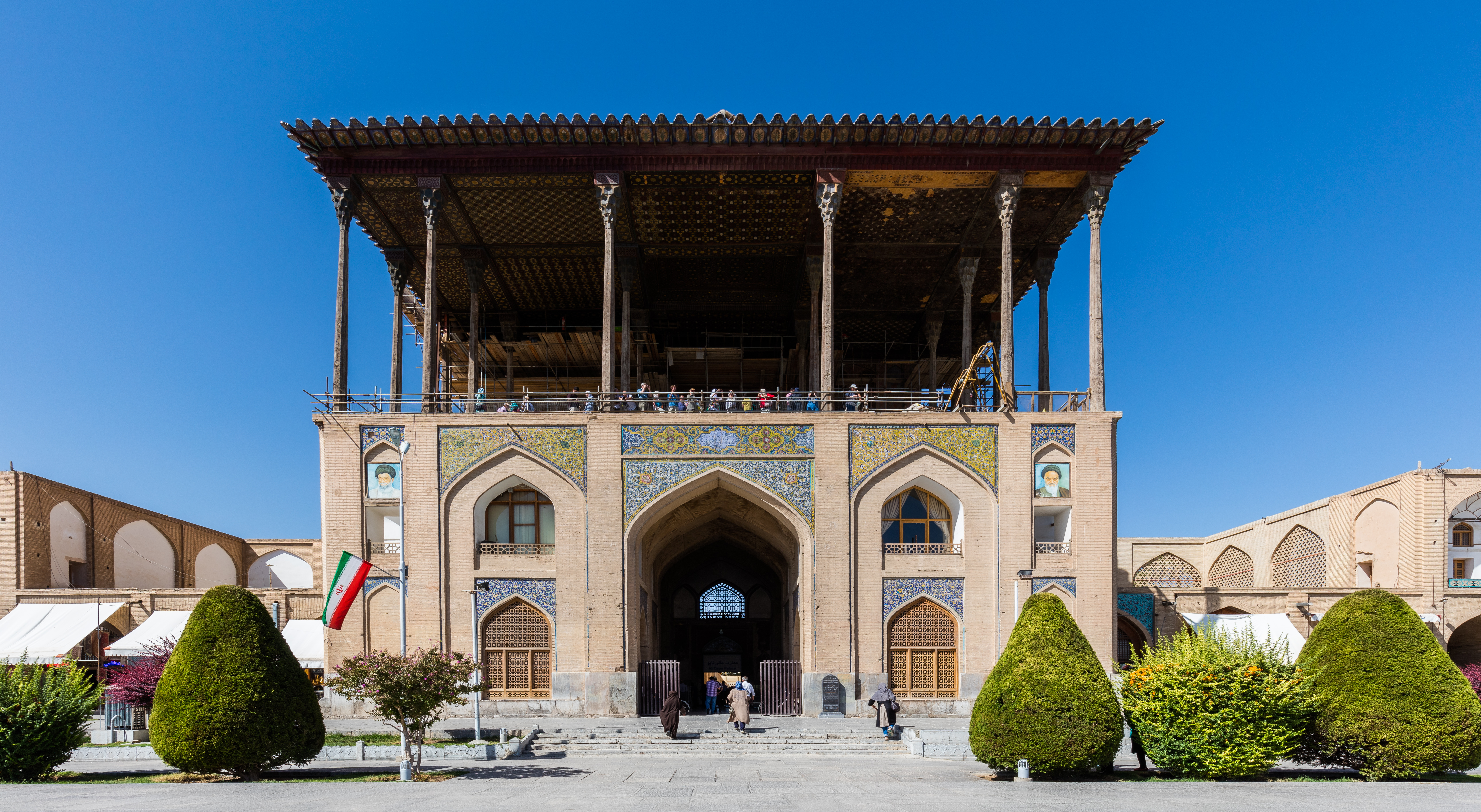
Čelní pohled
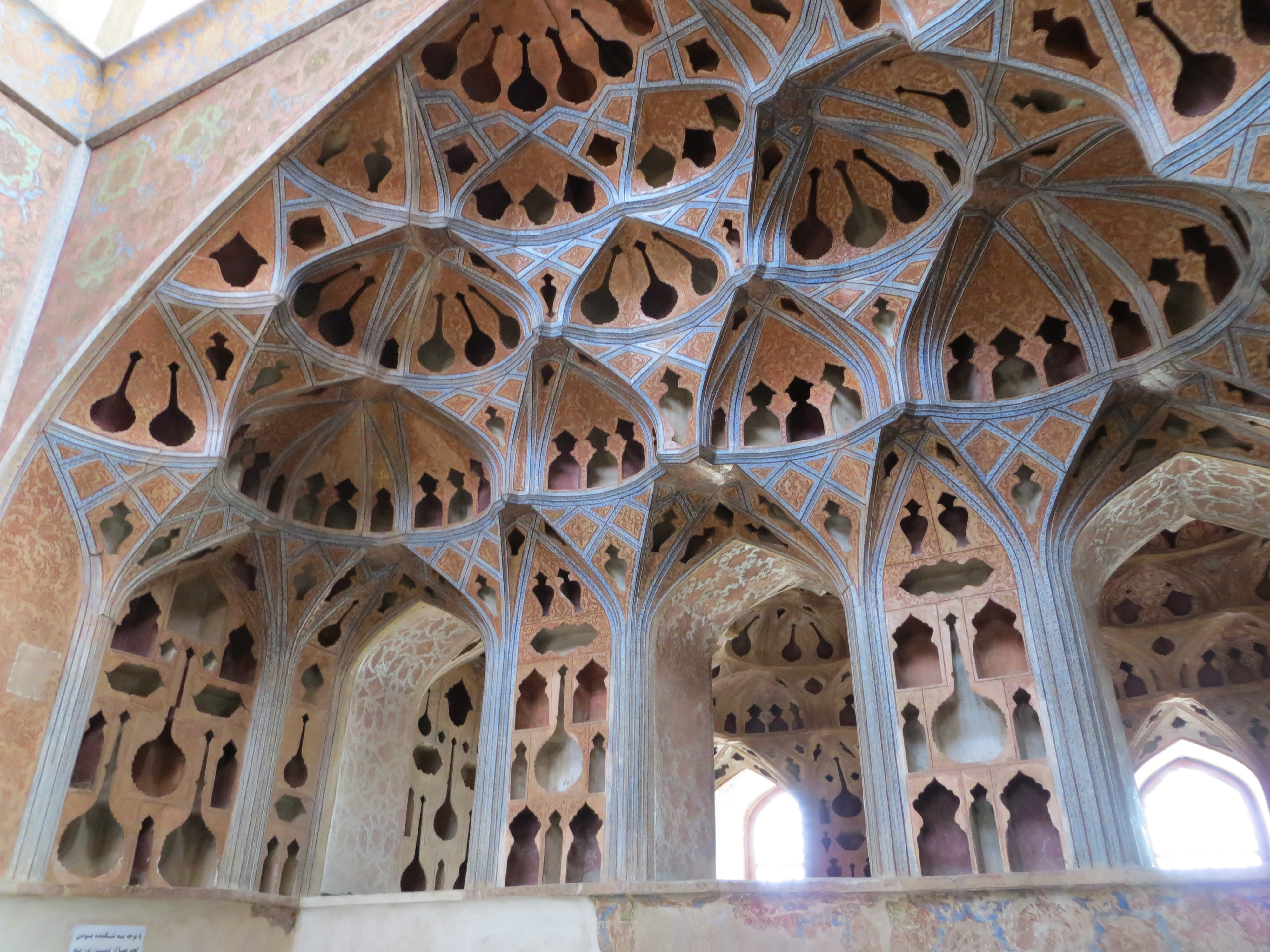
Hudební sál
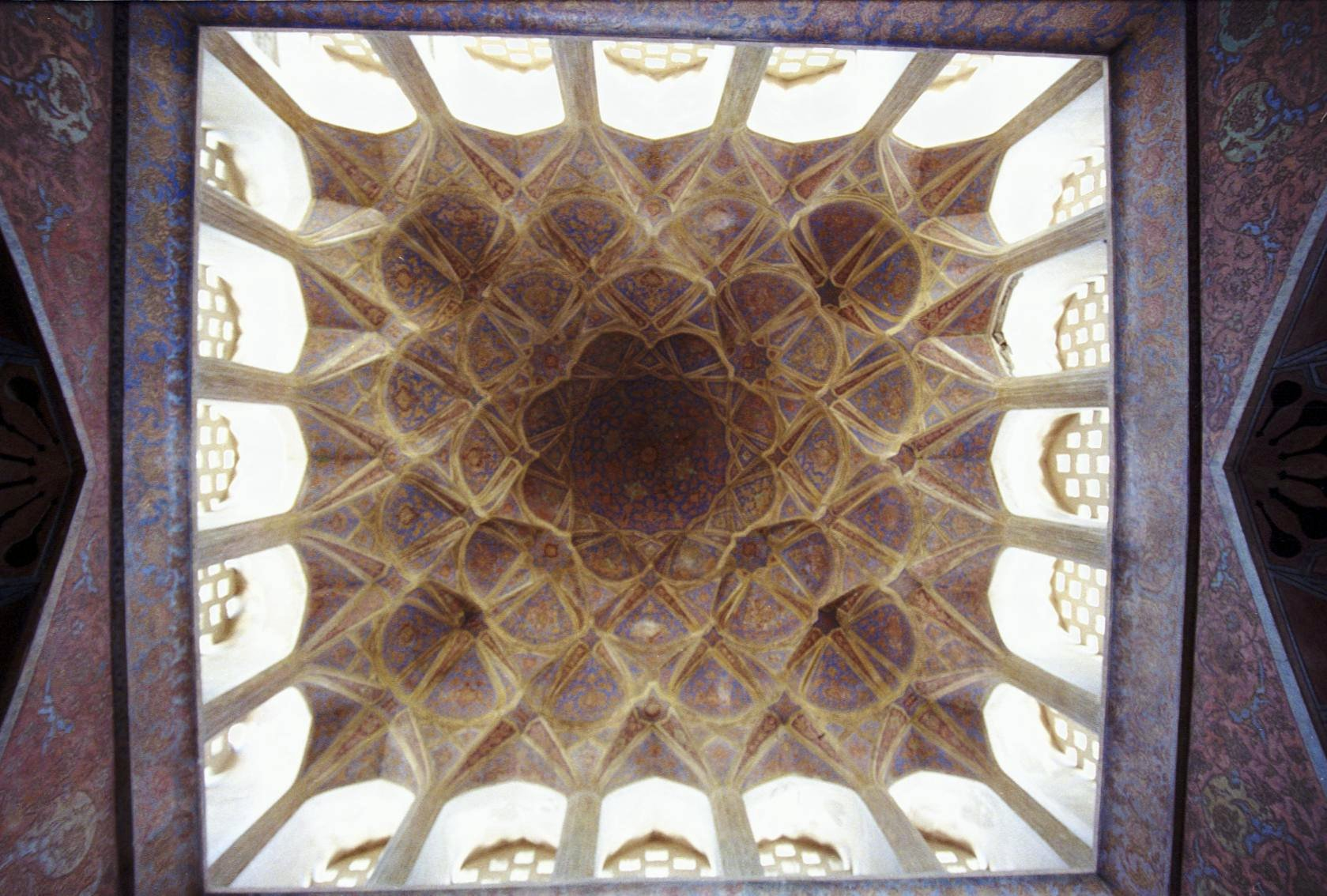
Strop v Hudebním sálu
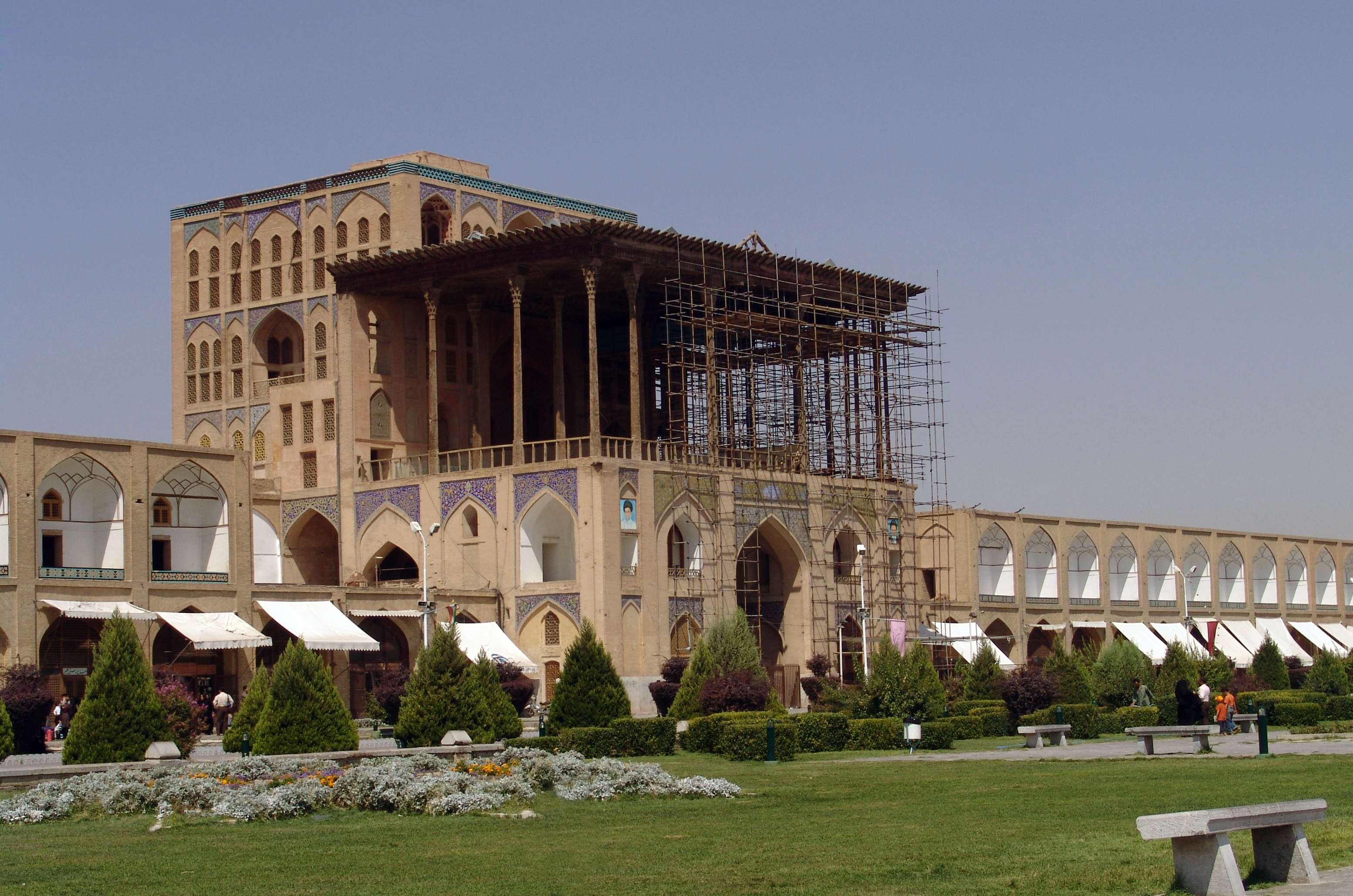
Pohled na palác
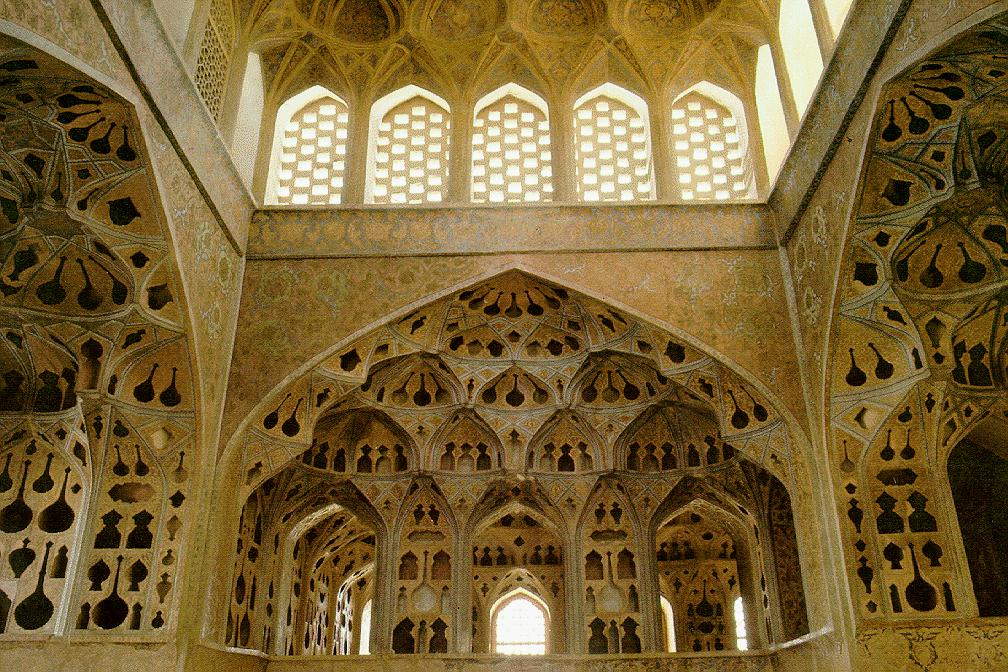
Pohled na Hudební sál
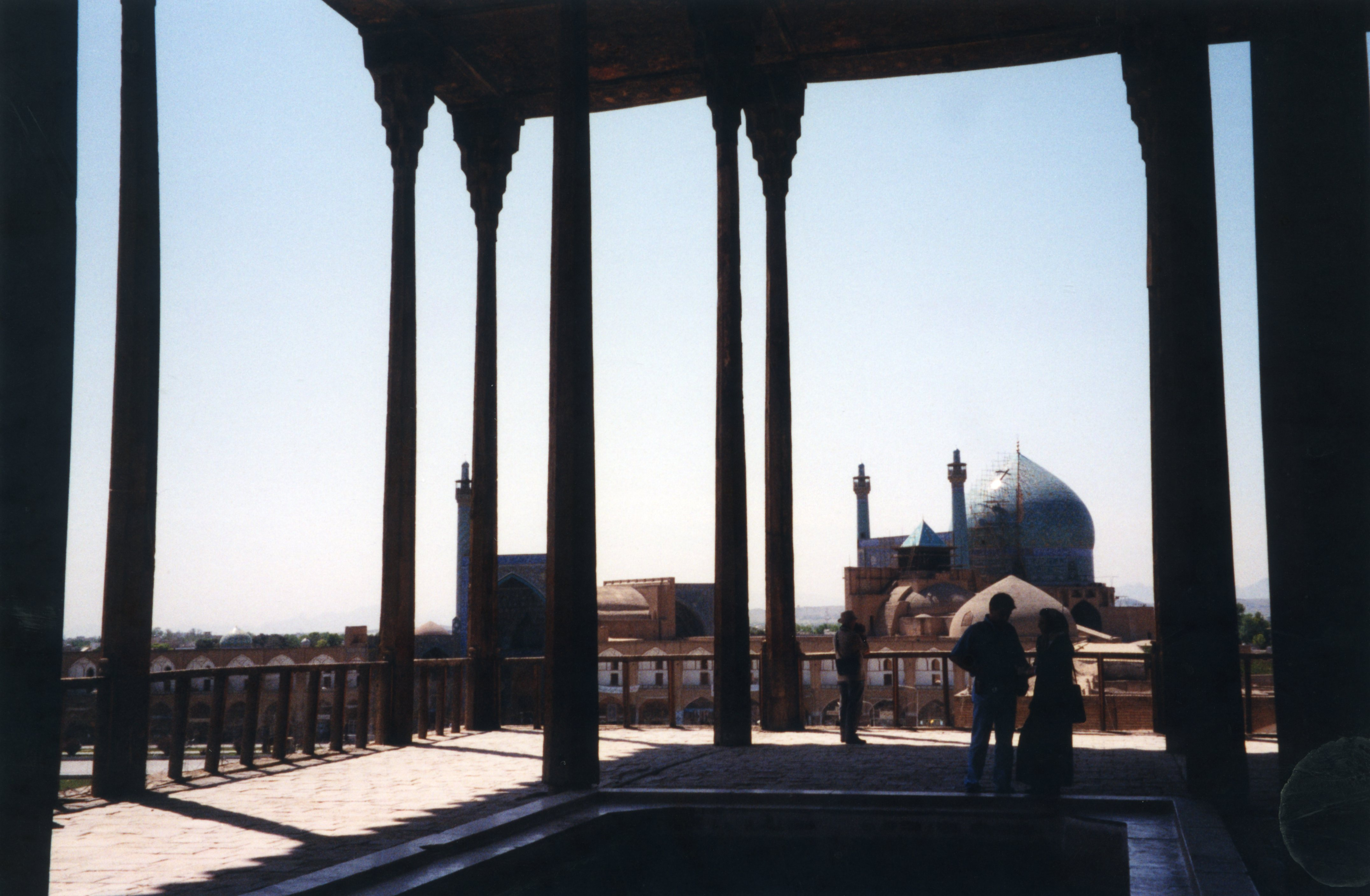
Pohled z balkónu
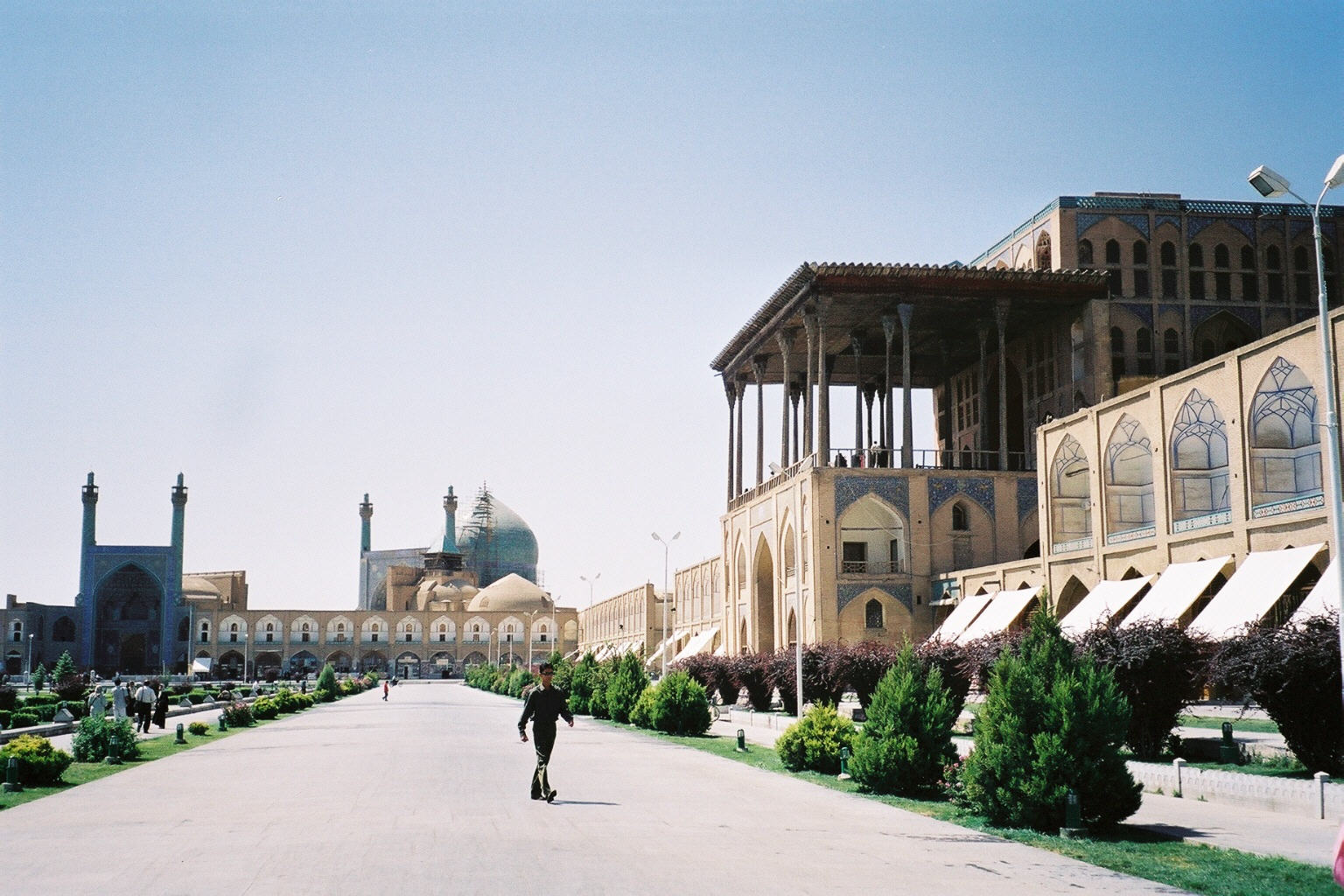
Pohled na palác, v pozadí mešita šejcha Loftolláha
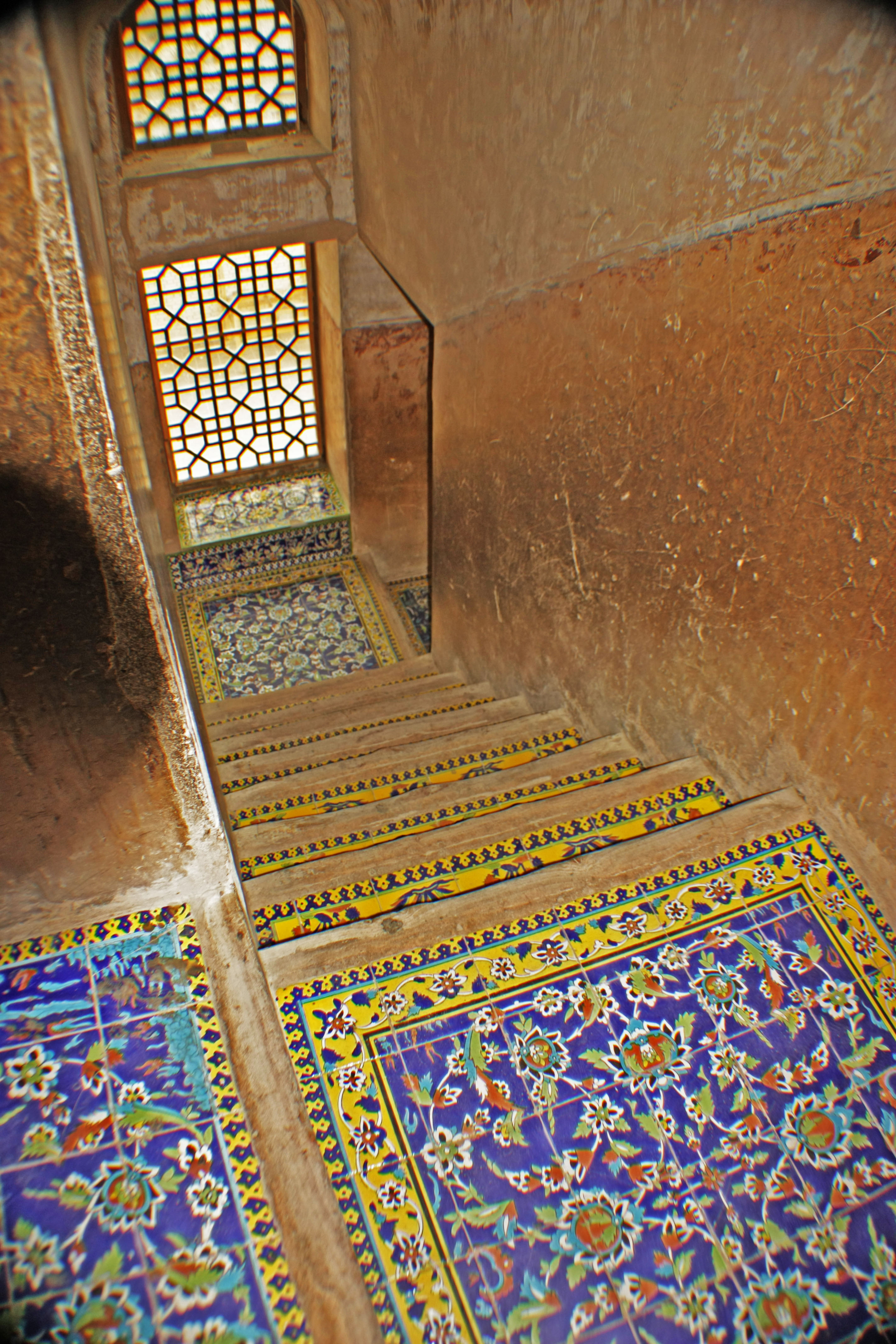
Schodiště v paláci
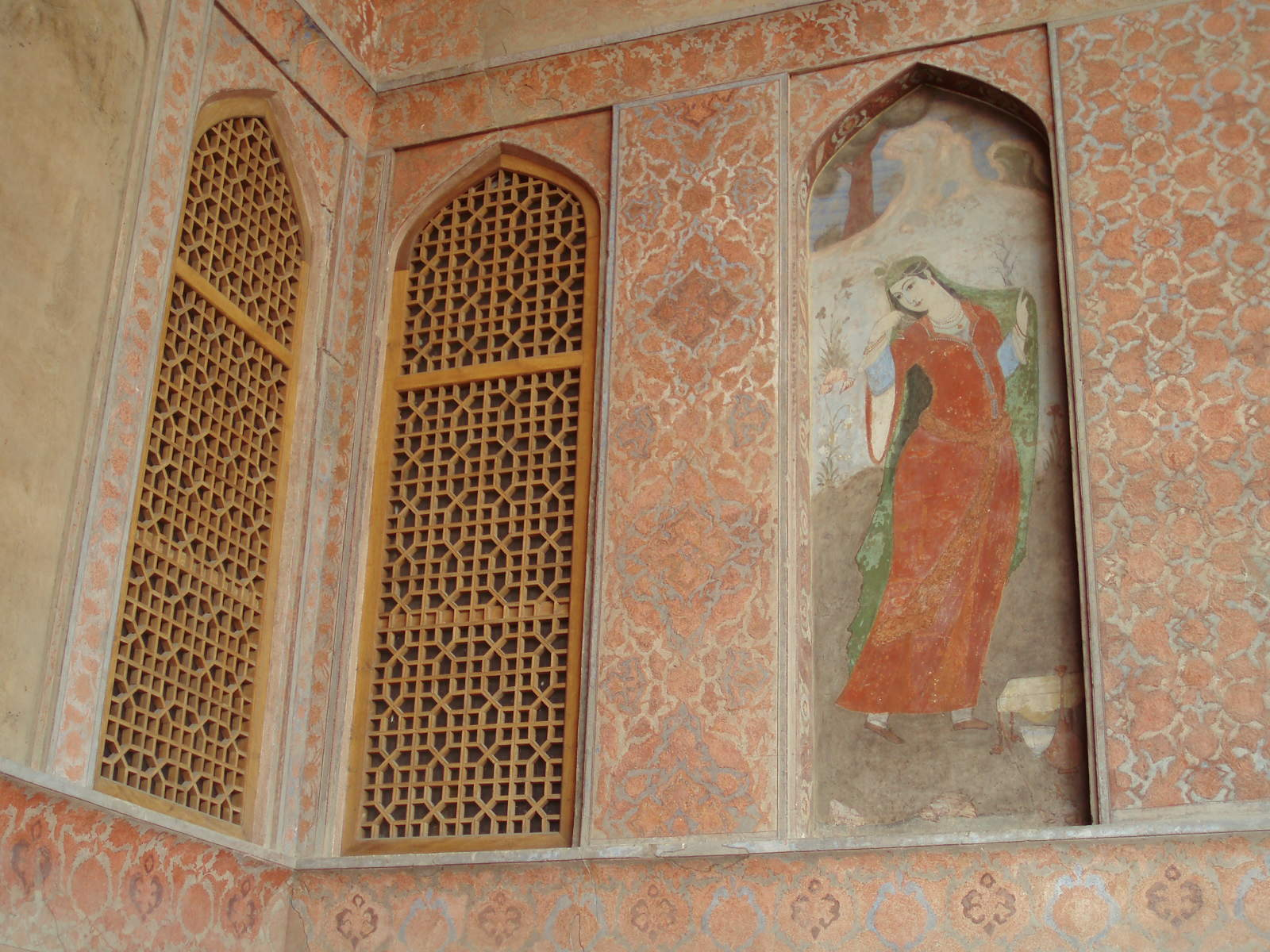
Obraz perské ženy
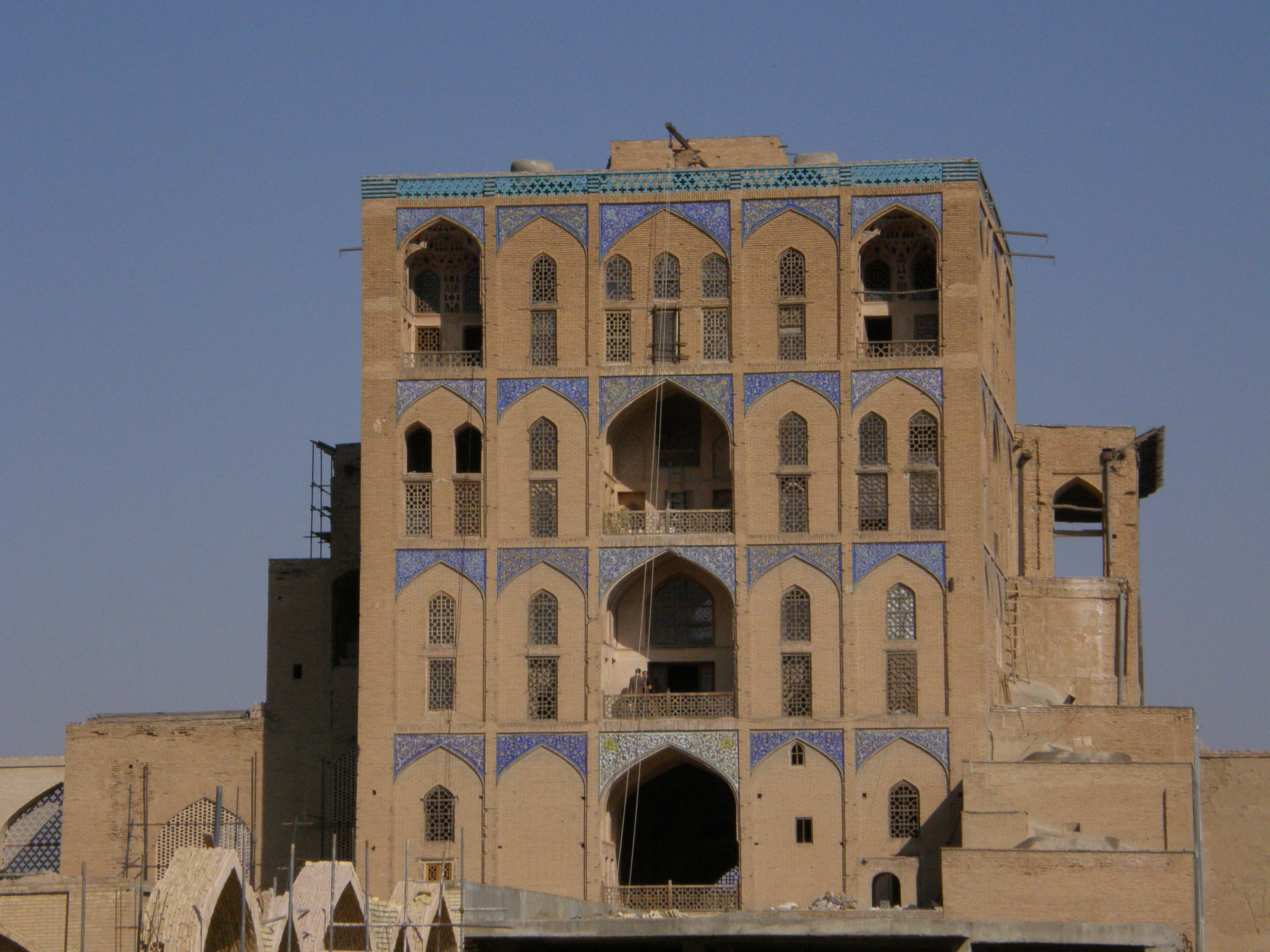
Pohled zezadu
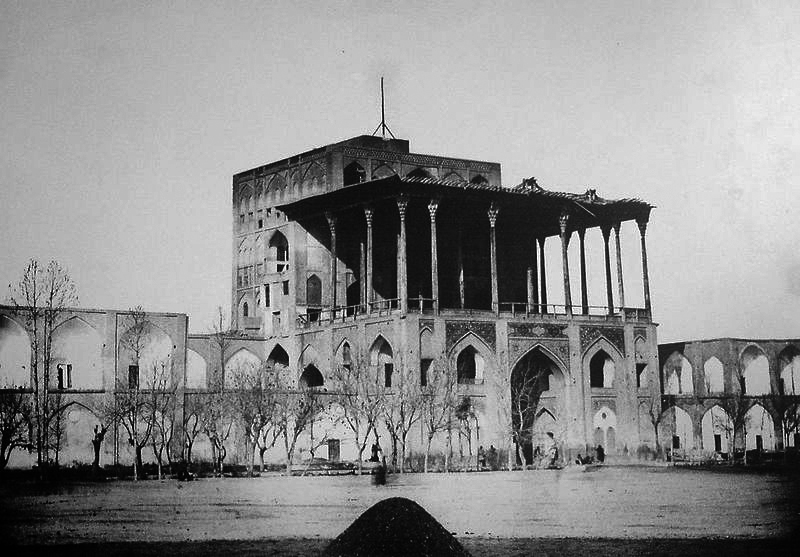
Palác v roce 1909, fotografie od Ernsta Hoeltzera
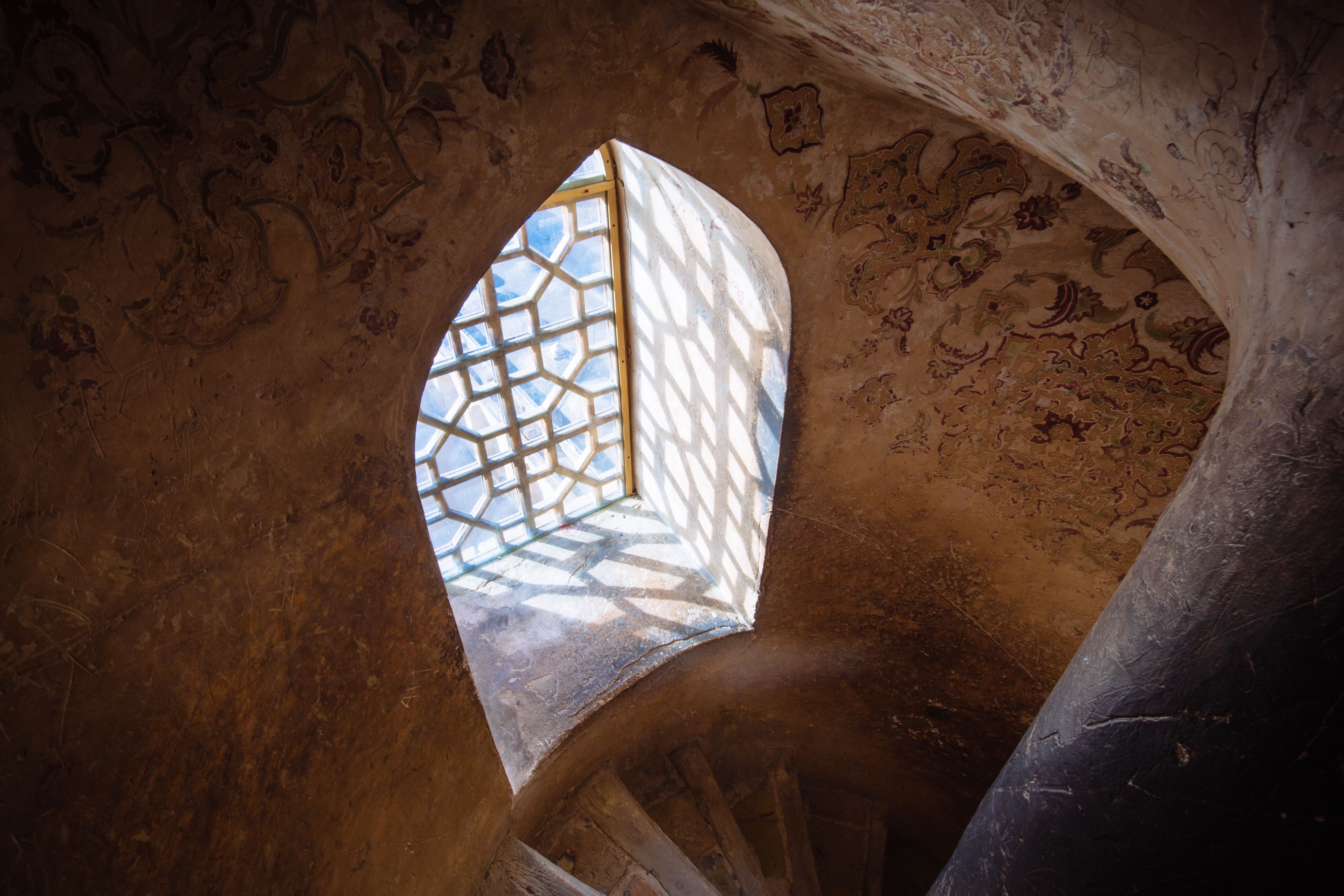
Dřevěné okno na jednom z točitých schodišť
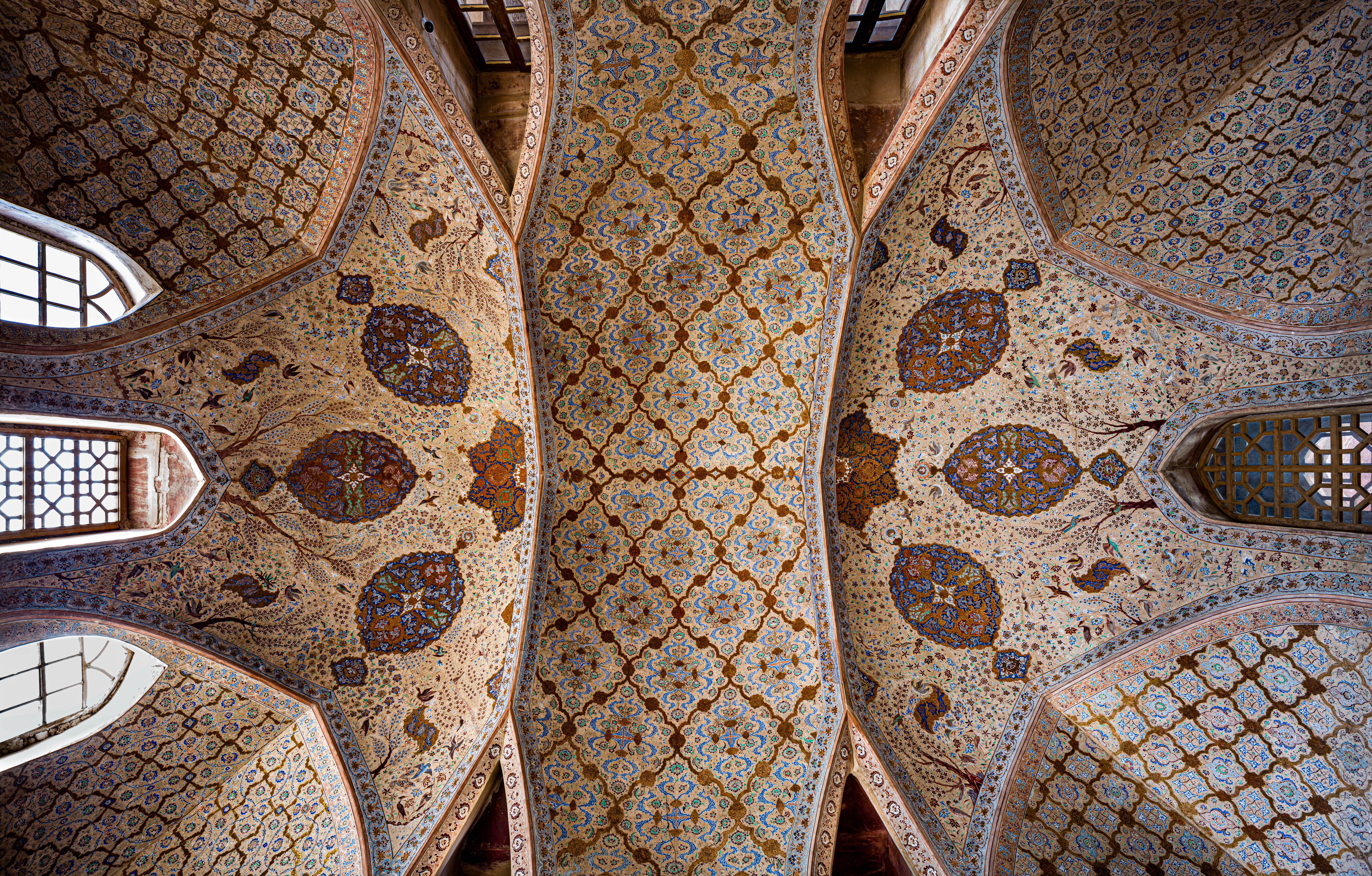
Strop v jednom ze sálů
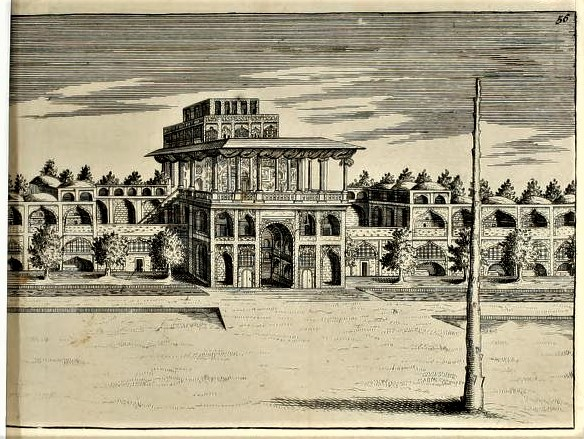
Lept Nicolase Sansona ze 17. století